# دوره پس از جنگ سرد
دورهٔ پس از جنگ سرد دوره‌ای از تاریخ است که به‌دنبال پایان جنگ سرد و انحلال اتحاد جماهیر شوروی در سال ۱۹۹۱ آغاز شد.

## زمینه‌ها
در بیشتر نیمهٔ دوم قرن بیستم، دو دولت قدرتمند جهان اتحاد جماهیر شوروی و ایالات متحده بودند. این دو کشور را ابرقدرت‌های جهان می‌نامیدند.
متفقین غربی و اتحاد جماهیر شوروی در مواجهه با تهدید رو به رشد فاشیسم آلمان و ایتالیا، دولت‌گرایی شووایی ژاپن و جنگ جهانی، اتحادی ضروری را در طول جنگ جهانی دوم ایجاد کردند. ماهیت عملگرایانه آن اتحاد و اختلافات ایدئولوژیک اساسی بین قدرت‌ها باعث شد تا پس از شکست نیروهای محور، بین متفقین نیز سوءظن متقابل ایجاد شود.
این مبارزه که به جنگ سرد معروف است، از سال ۱۹۴۷ تا ۱۹۹۱ ادامه داشت. جنگ سرد با دومین ترس سرخ آغاز شد و با انحلال اتحاد جماهیر شوروی به پایان رسید. تاریخ‌نگار برجستهٔ جنگ سرد، جان لوئیس گادیس، در آغاز دوران پس از جنگ سرد نوشت که ویژگی‌های دوران جدید، هنوز قطعی نیست، اما مسلم است که با دوران جنگ سرد، بسیار متفاوت خواهد بود. و این بدان معناست که نقطهٔ عطفی با اهمیت تاریخی جهانی رخ خواهد داد.

## تاریخ‌نگاری
از آن‌جایی که جنگ سرد یک جنگ فعال نبود، بلکه دورهٔ تنش‌های ژئوپلیتیکی بود که با جنگ‌های نیابتی همراه بود. اختلاف‌نظرهایی در مورد پایان رسمی درگیری‌ها و آغاز دوران پس از جنگ سرد وجود دارد. برخی از محققان ادعا می‌کنند که جنگ سرد با امضای نخستین معاهدهٔ خلع سلاح هسته‌ای در جهان در سال ۱۹۸۷ و پایان اتحاد جماهیر شوروی به‌عنوان یک ابرقدرت در بحبوحهٔ انقلاب‌های ۱۹۸۹ به پایان رسید، اما برخی دیگر اظهار می‌کنند که این دوره، تنها با انحلال اتحاد جماهیر شوروی در سال ۱۹۹۱ پایان یافت. پایان جنگ سرد نماد پیروزی دموکراسی و سرمایه‌داری بود و به قدرت‌های جهانی در حال ظهور ایالات متحده، چین و هند رونق بخشید.

## روندها
این دوران عمدتاً تحت سلطهٔ ظهور جهانی شدن (و همچنین ملی‌گرایی و عوام‌گرایی) بوده‌است که با تجاری‌سازی اینترنت و رشد سیستم‌های تلفن همراه امکان‌پذیر شد. ایدئولوژی‌های پست‌مدرنیسم و نسبی‌گرایی فرهنگی، به گفتهٔ برخی از محققان، جایگزین نوگرایی و مفاهیم پیشرفت و ایدئولوژی‌های مطلق شده‌اند. دوران پس از جنگ سرد باعث شده تا توجه مجددی به موضوعاتی شود که در طول جنگ سرد نادیده گرفته شده بودند و راه را برای جنبش‌های ملی‌گرایی و بین‌الملل‌گرایی هموار کرده‌است. پس از بحران‌های هسته‌ای جنگ سرد، بسیاری از کشورها لازم دیدند شکل جدیدی از نظم بین‌المللی و فراملی‌گرایی را مورد بحث قرار دهند که در آن، کشورها به‌جای استفاده از باج‌گیری هسته‌ای، با یکدیگر همکاری می‌کنند.
در این دوره، ایالات متحده با فاصلهٔ زیادی به قدرتمندترین کشور جهان تبدیل شد و چین از یک کشور در حال توسعهٔ نسبتاً ضعیف به یک ابرقدرت نوظهور تبدیل شد. در واکنش به ظهور چین، ایالات متحده به‌طور راهبردی به‌دنبال «تعادل مجدد» با منطقهٔ آسیا-اقیانوسیه بود و همزمان، شروع به عقب‌نشینی از تعهدات بین‌المللی کرد. همچنین سیاست اتحادیه اروپا، ادغام بیشتر کشورهای اروپا در یک اقتصاد و همچنین تغییر قدرت از گروه هفت به اقتصادهای بزرگ‌تر مانند گروه ۲۰ بوده‌است. همراه با گسترش ناتو، سامانه‌های دفاع موشکی بالستیک (BMD) در اروپای شرقی نصب شد. این اقدامات، بیانگر گام‌های مهمی در جهانی شدن نظامی بودند.

## همکاری‌های بین‌المللی
پایان جنگ سرد، امیدها برای افزایش همکاری‌های بین‌المللی را بیشتر کرد و سازمان‌های بین‌المللی متمرکز بر رویکرد در رابطه با مسائل جهانی را تقویت کرد. این امر راه را برای ایجاد موافقتنامه‌های بین‌المللی مانند سازمان منع سلاح‌های شیمیایی، اعلامیه جهانی حقوق بشر و فعالیت‌های انسانی هموار کرد.
تأثیر بشر بر اقلیم و آب و هوای زمین، به یک نگرانی اصلی در دوران پس از جنگ سرد تبدیل شده‌است.

## پیامدهای انحلال اتحاد جماهیر شوروی
انحلال اتحاد جماهیر شوروی تقریباً در هر جامعه‌ای در جهان، تغییرات عمیقی ایجاد کرد. بیشتر سیاست‌ها و زیرساخت‌های جهان غرب و بلوک شرق به ترتیب حول محور ایدئولوژی‌های سرمایه‌داری و کمونیستی و امکان جنگ هسته‌ای می‌چرخید.

### نهادهای دولتی، اقتصادی و نظامی
سقوط کمونیسم یک تهدید وجودی برای بسیاری از نهادها بود. ارتش ایالات متحده مجبور شد بسیاری از هزینه‌های خود را کاهش دهد، اما این هزینه‌ها، پس از حملات ۱۱ سپتامبر و شروع جنگ با تروریسم در سال ۲۰۰۱ دوباره افزایش یافت.
احزاب سوسیالیست و کمونیست در سراسر جهان پس از فروپاشی دیوار برلین شاهد کاهش عضویت بودند و عموم مردم احساس کردند که ایدئولوژی بازار آزاد پیروز شده‌است. از سوی دیگر احزاب آزادی‌خواه، نئولیبرال، ملی‌گرا و اسلام‌گرا از انحلال اتحاد جماهیر شوروی سود بردند. به‌طور کلی گرایش‌ها به‌سوی سوسیالیسم و کمونیسم کاهش یافت. کشورهای اسکاندیناوی بسیاری از نهادهای خود را در دههٔ ۱۹۹۰ خصوصی‌سازی کردند و بحث سیاسی در مورد نهادهای مدرن دوباره آغاز شد. کشورهای اسکاندیناوی اکنون بیشتر سوسیال دموکرات تلقی می‌شوند (به مدل نوردیک مراجعه شود).
ایالات متحده که تبدیل به تنها ابرقدرت جهانی شده بود، از این پیروزی ایدئولوژیک برای تقویت موقعیت رهبری خود در نظم نوین جهانی استفاده کرد. ایالات متحده همچنین بیشترین نفوذ را بر اقتصاد جهانی به‌دست‌آورد. با این‌حال، سیستم بین‌المللی تک‌قطبی با پتانسیل در حال ظهور برای دنیای چندقطبی در تنش بود، زیرا هند، چین و ژاپن به‌حدی پیشرفت کردند که ممکن بود هژمونی ایالات متحده را نیز به چالش بکشند. این امر پتانسیل جدیدی را برای درگیری در سراسر جهان ایجاد کرد.
جمهوری خلق چین که در اواخر دههٔ ۱۹۷۰ حرکت به‌سمت سرمایه‌داری و اصلاحات اقتصادی را آغاز کرده بود و پس از اعتراضات میدان تیان‌آن‌من در سال ۱۹۸۹ در پکن با خشم عمومی مواجه شد، در دههٔ ۱۹۹۰ با سرعت بیشتری به سمت اقتصاد بازار آزاد حرکت کرد. مک‌دونالد و پیتزا هات هر دو در نیمهٔ دوم سال ۱۹۹۰ وارد چین شدند، نخستین بازارهای سهام در شنژن و شانگهای نیز در اواخر سال ۱۹۹۰ تأسیس شدند. محدودیت‌های مالکیت خودرو در اوایل دههٔ ۱۹۹۰ کاهش یافت و باعث شد که استفاده از دوچرخه به‌عنوان یک وسیلهٔ نقلیه در سال ۲۰۰۰ کاهش یابد.
حرکت به‌سمت سرمایه‌داری، رونق اقتصادی چین را افزایش داده‌است، اما بسیاری از مردم چین هنوز در شرایط بدی زندگی می‌کنند و با دستمزدهای بسیار پایین و در شرایط خطرناک و بد در شرکت‌ها کار می‌کنند.
پس از پایان جنگ سرد، کمونیسم در مغولستان، کنگو، آلبانی، یوگسلاوی، افغانستان و آنگولا نیز پایان یافت. اکنون، تنها پنج کشور در جهان هستند که به‌طور انحصاری توسط احزاب کمونیستی اداره می‌شوند: چین، کوبا، لائوس، کره شمالی و ویتنام.
بسیاری دیگر از کشورهای جهان سوم شاهد دخالت ایالات متحده و/یا اتحاد جماهیر شوروی بوده‌اند، اما به‌دلیل حذف منافع ایدئولوژیک، آن ابرقدرت‌ها درگیری‌های سیاسی میان خود را حل کردند. در نتیجهٔ پیروزی آشکار دموکراسی و سرمایه‌داری در جنگ سرد، بسیاری از کشورهای دیگر این سیستم‌ها را تطبیق دادند که به آن‌ها امکان دسترسی به مزایای تجارت جهانی را نیز داد و قدرت اقتصادی بیش از قدرت نظامی در عرصهٔ بین‌المللی برجسته شد. با این‌حال، از آن‌جایی که ایالات متحده قدرت جهانی را حفظ کرد، نقش آن در تغییر رژیم‌ها طی جنگ سرد، عمدتاً به‌طور رسمی مورد تأیید قرار نگرفت، حتی زمانی که برخی از آن‌ها مانند السالوادور و آرژانتین منجر به نقض گستردهٔ حقوق بشر شدند.

### فناوری
پایان جنگ سرد این امکان را فراهم کرد که بسیاری از فناوری‌هایی که برای عموم ممنوع بود، از وضعیت طبقه‌بندی‌شده، خارج شوند. مهم‌ترین آن‌ها اینترنت است که با عنوان آرپانت توسط پنتاگون به‌عنوان سیستمی برای حفظ ارتباط پس از یک جنگ هسته‌ای قریب‌الوقوع ایجاد شد. آخرین محدودیت‌ها برای شرکت‌های تجاری آنلاین در سال ۱۹۹۵ برداشته شد.
در سال‌های بعد، جمعیت کاربران و کاربرد اینترنت به‌شدت افزایش یافته‌است. تنها حدود ۲۰ میلیون نفر (کمتر از ۰٫۵ درصد از جمعیت جهان در آن زمان) در سال ۱۹۹۵ کاربر اینترنت بودند، که بیشتر آن‌ها در ایالات متحده و چندین کشور غربی دیگر بودند. در میانهٔ دههٔ ۲۰۱۰، بیش از یک سوم جمعیت جهان کاربر اینترنت بودند.

## مطالعهٔ بیشتر
- Aziz, Nusrate, and M. Niaz Asadullah. "Military spending, armed conflict and economic growth in developing countries in the post–Cold War era." Journal of Economic Studies 44.1 (2017): 47-68.
- Henriksen, Thomas H. Cycles in US Foreign Policy Since the Cold War (Palgrave Macmillan, 2017).
- Jones, Bruce D. , and Stephen John Stedman. "Civil Wars & the Post–Cold War International Order." Dædalus 146#4 (2017): 33-44.
- Menon, Rajan, and Eugene B. Rumer, eds. Conflict in Ukraine: The Unwinding of the Post–Cold War Order (MIT Press, 2015).
- Peterson, James W. Russian-American relations in the post–Cold War world (Oxford UP, 2017).
- Sakwa, Richard. Russia against the Rest: The Post–Cold War Crisis of World Order (Cambridge UP, 2017) 362pp online review
- Wood, Luke B. "The politics of identity and security in post–Cold War Western and Central Europe." European Politics and Society 18.4 (2017): 552-556.